# Onze-Lieve-Vrouw van Kerselarekapel

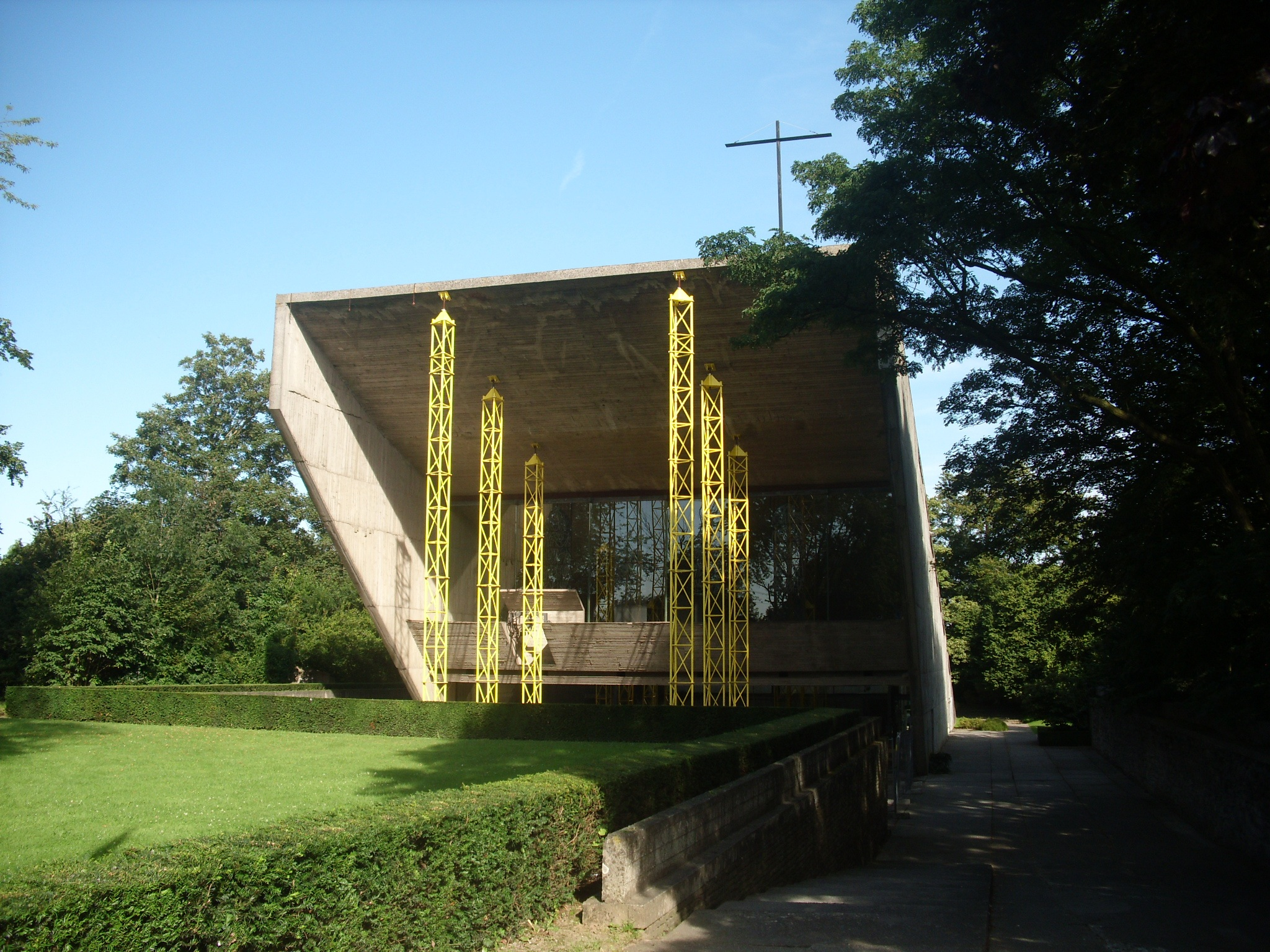
Onze-Lieve-Vrouw van Kerselarekapel

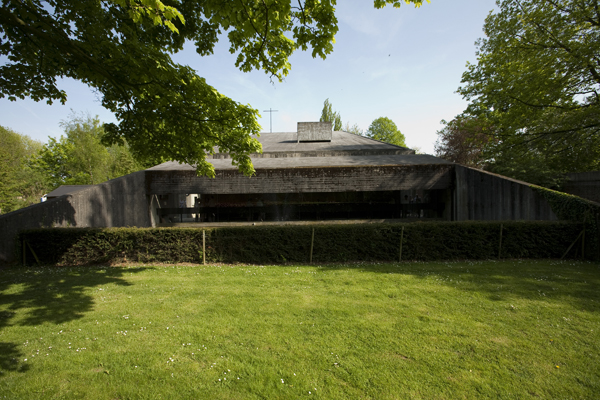

De Onze-Lieve-Vrouw van Kerselarekapel is een kapel in de Belgische gemeente Oudenaarde. De kapel staat bij het dorp Edelare in het gehucht Kerselare op de Edelareberg en is onderdeel van het bedevaartsoord.
De kapel is gewijd aan Onze-Lieve-Vrouw van Kerselare, en werd door de paus vereerd met een kroning uitgevoerd door Mgr. Stillemans.

## Geschiedenis
In 1452 werd volgens een legende een Mariabeeldje opgehangen aan een kerselaar. Op 10 juli 1457 werd de eerste steen gelegd en op 2 juli 1455 werd er een eerste mis opgedragen. Op 3 mei 1460 werd de kapel ingewijd. Bij het beeldje ontstond in de 15e eeuw een bedevaartsoord.
In 1570 werd de kapel vergroot in opdracht van Jacob van Joigny, baron van Pamele. Dit was vermoedelijk het gevolg van een gelofte van de vader van de baron die in Egypte aangevallen was door een krokodil. Een gebalsemde krokodil werd in de kapel opgevangen als votiefbeeld, maar in 1804 en 1860 door een beschilderde houten krokodil vervangen van de hand van beeldhouwer Van Biesbroeck. De oude kapel uit de 15e eeuw werd een zijkoor van de nieuwe 16e-eeuwse kapel.
In 1961 werd de 15e-eeuwse kapel door brand verwoest, waarbij alleen het beeldje van Onze-Lieve-Vrouw gered werd. Om op deze plaats een nieuwe kapel op te richten werd er door de kerkfabriek een internationale architectuurwedstrijd georganiseerd. Het winnende ontwerp was van architect Juliaan Lampens.
In 1963 werd met de bouw begonnen en in 1965 werd de eerste dienst in de kapel gehouden. Na de inwijding van de kapel verving men de betonnen banken door stoelen en komt het altaar te rusten op tapijt.
In de jaren 1980 hing men enkele glas-in-loodramen op.
In 2005 komen stukjes beton los en stelde men vast dat de kapel te lijden heeft onder betonrot. De dakplaat van de kapel was het ergst aan toe met 83% van de bewapening van het beton dat erdoor was aangetast. In 2012 werden er gele steunpalen aangebracht om het dak te stutten.
Sinds 2009 wordt de kapel beschermd als monument.

## Gebouw
De kapel is opgetrokken in ruw beton onder een schuin dak waarbij de architectuur radicaal tot de essentie teruggebracht is. Dit schuine dak vormt als het ware een helling die de heuvel verlengt. Oorspronkelijk waren de kerkbanken ook in beton opgetrokken.